# 스마트 교실
스마트 교실(smart classroom or e-classroom)은 2000년대-2010년대 정보 통신 기술의 급속한 발달에 따라 등장한, 스마트 장치를 교실에서 사용할 수 있는 환경을 조성하여 수업에 활용하는 형태의 교실이다. 학생용 스마트폰 또는 스마트 패드, 교사용 스마트 패드, 전자칠판, 무선 와이파이 등을 구축할 수 있다. 즉 물리적 교실에 스마트 장치를 사용하게 환경을 만든 교실을 의미한다. 이 교실에서의 강의는 스마트 장치들을 사용하며, 선생님, 칠판, 때로는 학생들의 질문을 보며 진행한다.
시간과 공간의 제약 없이 전 세계 어느 곳에서든 디지털교과서나 온라인 수업 등 스마트 장치를 활용하는 교육 방식, 즉 스마트교육을 스마트 교실이라고 부르기도 한다. 스마트교육에서는 한정된 내용만을 배울 수 있던 서책형 교과서를 폐기하고 다양하고 폭넓은 정보에 접근하여 학습할 수 있다는 장점이 있으며, 이 과정에서 클라우드 컴퓨팅 시스템이나 집단지성 등이 활용된다.

## 같이 보기
- 전자 학습
- 모바일 학습
- 유비쿼터스 학습
- ICT